# (8096) Emilezola
(8096) Emilezola (1993 OW3) – planetoida z grupy pasa głównego asteroid okrążająca Słońce w ciągu 3,7 lat w średniej odległości 2,39 au. Odkryta 20 lipca 1993 roku.